# سامي لي (مخرج)
سامي لي (بالإنجليزية: Sammy Lee)‏ هو مصمم رقص ومخرج أمريكي، ولد في 26 مايو 1890 في نيويورك في الولايات المتحدة، وتوفي في 30 مارس 1968 في لوس أنجلوس في الولايات المتحدة.

## وصلات خارجية
- سامي لي على موقع IMDb (الإنجليزية)
- سامي لي على موقع أول موفي (الإنجليزية)
- سامي لي على موقع قاعدة بيانات برودواي على الإنترنت (الإنجليزية)
- سامي لي على موقع قاعدة بيانات الأفلام السويدية (السويدية)
- سامي لي على موقع قاعدة بيانات الفيلم (الإنجليزية)
- سامي لي على موقع كينوبويسك (الروسية)